# Montana, Bolgarija
Montana (bolgarsko Монтана) je glavno mesto oblasti Montana v severozahodni Bolgariji. V obdobju socializma je bilo znano pod imenom Mihajlovgrad. Prvotno slovansko ime naselja je Kutlovica (turško Kutlofça), ki se je 1890 preimenovalo v Ferdinand, ko je po milosti bolgarskega Knjaza Ferdinanda pridobilo status mesta, leta 1945 so ga komunistične oblasti preimenovale v Mihajlovgrad po komunističnem aktivistu Hristu Mihajlovu, voditelju vstaje leta 1923 na tem območju, ki je umrl leto prej. Sedanje ime Montana je mesto dobilo 1993 po rimski naselbini - vojaškem taboru Castra ad Montanesium, postavljenem pri nekdanjem tračanskem naselju.
Leta 2011 je mesto imelo 43.781 prebivalcev.